# Piero Pradenas
Piero Pradenas (Brussel, 26 augustus 1986 - Schaarbeek, 14 juni 2008) was een Belgisch volleyballer. 

## Levensloop
Pradenas begon met volleyballen bij een Brusselse club, maar maakte al snel de overstap naar Shanks Guibertin, alwaar hij alle jeugdreeksen doorliep. In seizoen 2005-'06 maakte hij zijn debuut in de eerste ploeg. Hij speelde als middenblokker. Daarnaast was hij actief bij de nationale volleybalploeg, waarin hij de enige Franstalige was.
Hij kwam in 2008 om bij een motorongeval op de Van Praetbrug te Schaarbeek.